# سیسیل دی-لوئیس

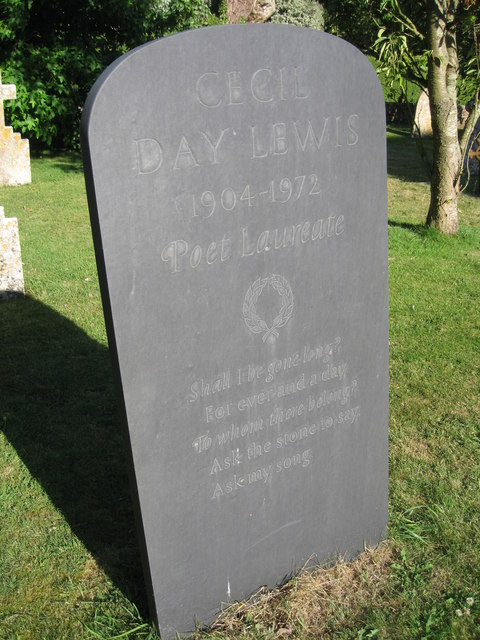

سیسیل دی‌لوئیس (به انگلیسی: Cecil Day-Lewis) (زادهٔ ۲۷ آوریل ۱۹۰۴ - مرگ ۲۲ می ۱۹۷۲) شاعر، رمان‌نویس بریتانیایی بود. وی از سال ۱۹۶۸ تا ۱۹۷۲ میلادی ملک‌الشعرای بریتانیا بود. 
زاده شده در بالینتبرت ایرلند است؛ و آثارش را با نام مستعار نیکلاس بلیک Nicholas Blake منتشر ساخته است.

## آثار
از پرها تا آهن، دیداری از ایتالیا، کرم مرگ، کوی مغناطیس، امیدی برای شعر، وقت رقصیدن، انقلاب در نویسندگی، دیو باید بمیرد